# Arthur Hambling
Arthur Hambling (14 de março de 1888 – 6 de dezembro de 1952) foi um ator britânico, conhecido por atuar nos filmes Henrique V (1944) e The Lavender Hill Mob (1951).

## Filmografia selecionada
- Greek Street (1930)
- Night in Montmartre (1931)
- The Scoop (1934)
- Look Up and Laugh (1935)
- French Leave (1937)
- A Romance in Flanders (1937)
- Almost a Honeymoon (1938)
- Lightning Conductor (1938)